# Bruce Mandeville
Bruce Mandeville est un cavalier canadien de concours complet né le 30 mai 1960 à New Westminster, Colombie-Britannique. Mandeville a étudié à l'Université de Colombie-Britannique. Il vit actuellement à Puslinch en Ontario.

## Carrière
Bruce Mandeville est né le 30 mai 1960 à New Westminster en Colombie-Britannique. Durant son adolescence, il pratique le ski de compétition, il remporte deux fois le tournoi de slalom de la Colombie-Britannique,.
Il obtient trois diplômes de langues de l'université Paris-Sorbonne à Paris, en France. Ainsi qu'un diplôme combiné en commerce et en droit de l'Université de Colombie-Britannique,.
Sa carrière en équitation commence dans les années 1980. Sa carrière à plein temps s’étend sur 17 ans. Il participe à des compétitions internationales : concours complet d'équitation, à deux championnats du monde, deux Jeux panaméricains et à deux Jeux olympiques.
En 2005, il commence à enseigner à l'université Otterbein (en).

## Chevaux
- Larissa (1989), jument alezane.
- Rose Tremière (1992), jument alezane.
- Icy Grey (1992), hongre gris.

## Succès

### Jeux olympiques
- 2000, Sydney : 22e place concours complet individuel[4].
- 2004, Athènes : 12e place par équipe et éliminée en individuel[5].

### Jeux équestres mondiaux
- 2002 : 10e place aux concours complet par équipe[4].
- 2002 : 29e place aux concours complet individuel[4].